# 센디 레알
센디 레알(Sendy Rleal, 1980년 6월 21일 ~ )은 전 메이저 리그 토론토 블루제이스의 투수이다.

## 미국 프로 야구 시절
1999년 볼티모어 오리올스에 드래프트되었으나 2006년을 제외하고 주로 마이너 리그에서 활약하였다. 부상으로 2006년에 방출당했다.

## 대만 프로야구 시절
2010년 싱농 불스서 활약하였다.

## 대한민국 독립 야구 시절
2012년 대한민국 최초의 독립 야구단 고양 원더스에 영입되어 독립 야구단 3호 용병 선수가 되었다.